# Едуард Ньєпор
Едуард Ньєпор (фр. Édouard de Nié Port; 24 серпня 1875, Бліда — 16 вересня 1911, Верден) — французький льотчик, авіаконструктор та підприємець.
У 1911 році літак конструкції Едуарда Ньєпора з двигуном потужністю 28 кінських сил показав рекордну швидкість польоту — 120 кілометрів на годину. У тому ж році Едуард із братом Шарлем заснував в Іссі-ле-Муліно фірму «Ньєпор», що випускала літаки півторапланної схеми, які застосовувалися у Франції і в Росії в першу світову війну як основний тип літаків-винищувачів. Деякі з них були двомісними і використовувалися як розвідники. 16 вересня 1911 Едуард Ньєпор загинув в авіакатастрофі. Керівництво підприємством взяв на себе його брат, але й він загинув в авіакатастрофі в 1913 році. На літаку «Ньєпор-4» російський льотчик Петро Нестеров 27 серпня 1913 вперше у світі виконав «мертву петлю», а на літаку «Ньєпор-21» російський льотчик Костянтин Арцеулов в 1916 році вперше в Росії здійснив навмисний штопор.